# They Dance Alone (Cueca Solo)
They Dance Alone (Cueca Solo) o Ellas bailan solas es una canción de protesta compuesta por el músico y compositor británico Sting y lanzada por primera vez en su álbum de 1987 ...Nothing Like the Sun. 
La canción es una metáfora referida al luto de las mujeres chilenas (arpilleristas) que danzan la cueca sola, variación solista de la danza nacional de Chile, llevando en sus manos las fotos de sus amados desaparecidos.[cita requerida]
Sting explicó su canción como un gesto simbólico en contra del dictador chileno Augusto Pinochet, cuyo régimen mató a miles entre 1973 y 1990. [cita requerida]
Esta canción fue escrita en inglés (con algunas palabras en español) y una versión en español titulada «Ellas danzan solas» que fue lanzada en el EP Nada como el sol. Sting fue acompañado por los guitarristas Mark Knopfler y Eric Clapton y por Rubén Blades recitando en español.[cita requerida]
El 11 de diciembre de 1987 Sting se presentó en el estadio de River en Buenos Aires en un concierto de Amnesty International con Peter Gabriel y las Madres de Plaza de Mayo, quiene subieron al escenario. Este recital fue el primer encuentro visible y masivo entre una agrupación defensora de los derechos humanos y un exponente reconocido de la cultura rock.
Existen muchas versiones en vivo de esta canción. Otras fueron la del recital Nelson Mandela 70th Birthday Tribute en 1988 y el concierto Desde Chile... un abrazo a la esperanza en Santiago de Chile (con artistas incluyendo a Sting, Rubén Blades, Jackson Browne, Wynton Marsalis, Sinead O'Connor, Peter Gabriel, y New Kids on the Block) el 13 de octubre de 1990 donde más de 20 mujeres chilenas subieron al escenario con las fotos de sus desaparecidos esposos e hijos en las manos o fijadas en las ropas.[cita requerida]

## Versiones[citarequerida]
- Ismael "Bandolero" Durán, cantante chileno, versión en español en su disco Memorias de la Dignidad (1998) junto al grupo Vimanas
- José Feliciano y la Vienna Symphony Orchestra (versión instrumental, de 1987) del álbum  Jose Feliciano and Vienna Symphony Orchestra
- Richie Havens (1994) del álbum Cuts to the Chase
- Bob Belden Ensemble (versión instrumental, de 1989) del álbum Straight to My Heart: The Music of Sting
- Mark Hall del álbum Acoustic Moods of Sting
- la London Symphony Orchestra (1994) del álbum Performs the Music of Sting
- Lynn McDonald (2007) del álbum It's High Time
- Holly Near y Mercedes Sosa (versión en inglés y español, de 1990) del álbum Singer in the Storm
- Mariano Yanani (2005) del álbum Babies go Sting
- Joan Baez (versión en español, de 1989) del álbum Diamonds & Rust in the Bullring.

## Ranking[citarequerida]
| Año  | Ranking              | Position |
| ---- | -------------------- | -------- |
| 1988 | German Single Charts | 66       |
| 1988 | Dutch Single Charts  | 27       |